# Браїлівська сільська рада
Браї́лівська сільська́ ра́да — адміністративно-територіальна одиниця та орган місцевого самоврядування в Новоушицькому районі Хмельницької області. Адміністративний центр — село Браїлівка.

## Загальні відомості
Браїлівська сільська рада утворена в 1923 році.
- Територія ради: 53,004 км²
- Населення ради: 1 693 особи (станом на 2001 рік)
- Територією ради протікає річка Калюс

## Населені пункти
Сільській раді були підпорядковані населені пункти:
- с. Браїлівка
- с. Іванівка
- с. Цівківці

## Склад ради
Рада складалася з 16 депутатів та голови.
- Голова ради: Савчук Іван Іванович
- Секретар ради: Облядрук Вікторія Вікторівна

### Керівний склад попередніх скликань
| Прізвище, ім'я, по батькові | Основні відомості                                                             | Дата обрання | Дата звільнення |
| --------------------------- | ----------------------------------------------------------------------------- | ------------ | --------------- |
| Лисак Олександр Михайлович  | Сільський голова, 1974 року народження, безпартійний                          | 26.03.2006   | 31.10.2010      |
| Савчук Іван Іванович        | Сільський голова, 1953 року народження, освіта вища, член партії Єдиний Центр | 31.10.2010   |                 |

Примітка: таблиця складена за даними сайту Верховної Ради України

### Депутати
За результатами місцевих виборів 2010 року депутатами ради стали:

#### За суб'єктами висування
| Суб'єкт висування | Кількість обраних депутатів | %    |
| ----------------- | --------------------------- | ---- |
| Самовисування     | 12                          | 75   |
| Партія регіонів   | 3                           | 18,8 |
| Народна партія    | 1                           | 6,3  |

#### За округами
| № округу        | Прізвище, ім'я, по батькові       | Дата визнання обраним | Освіта             | Партійна приналежність                        | Відомості про обраного депутата                                      |
| --------------- | --------------------------------- | --------------------- | ------------------ | --------------------------------------------- | -------------------------------------------------------------------- |
| Народна Партія  |                                   |                       |                    |                                               |                                                                      |
| 15              | Шендерюк Олександр Володимирович  | 01.11.2010            | вища               | позапартійний                                 | Новоушицький технікум, майстер практичного навчання                  |
| Партія регіонів |                                   |                       |                    |                                               |                                                                      |
| 3               | Скалюк Надія Миколаївна           | 01.11.2010            | вища               | позапартійна                                  | Браїлівська сільська рада, секретар                                  |
| 5               | Цуцуловський Віталій Віталійович  | 01.11.2010            | середня спеціальна | член Партії регіонів                          | Браїлівська загальноосвітня школа, старший оператор газової котельні |
| 6               | Лисак Галина Іванівна             | 01.11.2010            | вища               | член Партії регіонів                          | Браїлівська загальноосвітня школа, вчитель                           |
| Самовисування   |                                   |                       |                    |                                               |                                                                      |
| 1               | Облядрук Вікторія Вікторівна      | 01.11.2010            | вища               | член Всеукраїнського об'єднання «Батьківщина» | Браїлівська сільська рада, головний бухгалтер                        |
| 2               | Савчук Оксана Олексіївна          | 01.11.2010            | вища               | позапартійна                                  | Браїлівський сільський будинок культури, бібліотекар                 |
| 4               | Дем'янчук Олена Леонтіївна        | 01.11.2010            | вища               | позапартійна                                  | Браїлівська сільська рада, касир                                     |
| 7               | Горбатюк Лариса Миколаївна        | 01.11.2010            | вища               | позапартійна                                  | Браїлівський дошкільний навчальний заклад, завідувач, вихователь     |
| 8               | Білогаш Надія Михайлівна          | 01.11.2010            | вища               | позапартійна                                  | Новоушицький територіальний центр, соціальний працівник              |
| 9               | Грабовецька Тетяна Михайлівна     | 01.11.2010            | середня            | позапартійна                                  | Браїлівський дошкільний навчальний заклад, кухар                     |
| 10              | Ярова Валентина Іванівна          | 01.11.2010            | середня спеціальна | позапартійна                                  | тимчасово не працює                                                  |
| 11              | Буртник Володимир Анатолійович    | 01.11.2010            | середня спеціальна | позапартійний                                 | тимчасово не працює                                                  |
| 12              | Гуменюк Галина Григорівна         | 01.11.2010            | вища               | позапартійна                                  | тимчасово не працює                                                  |
| 13              | Войнаренко Тетяна Миколаївна      | 01.11.2010            | вища               | член Партії регіонів                          | Браїлівська загальноосвітня школа, вчитель                           |
| 14              | Грохольський Микола Олександрович | 01.11.2010            | вища               | позапартійний                                 | Новоушицький технікум, викладач                                      |
| 16              | Боднарук Олександр Григорович     | 01.11.2010            | вища               | позапартійний                                 | Новоушицький районний Суд, судовий розпорядник                       |